# 圣让拉波特里
圣让拉波特里（法語：Saint-Jean-la-Poterie，法語發音：[sɛ̃ ʒɑ̃ la pɔtʁi] ⓘ）是法国莫尔比昂省的一个市镇，位于该省东南部，属于瓦讷区。

## 地理
圣让拉波特里（47°38'11"N, 2°7'33"W）面积8.44 平方千米，位于法国布列塔尼大區莫尔比昂省，该省份为法国西北部沿海省份，位于布列塔尼半岛南部，北起阿摩尔滨海省、西接菲尼斯泰尔省，南濒大西洋，东南接大西洋卢瓦尔省，东临伊勒-维莱讷省。
与圣让拉波特里接壤的市镇（或旧市镇、城区）包括：圣佩勒、勒东、里约、阿莱尔。
圣让拉波特里的时区为UTC+01:00、UTC+02:00（夏令时）。

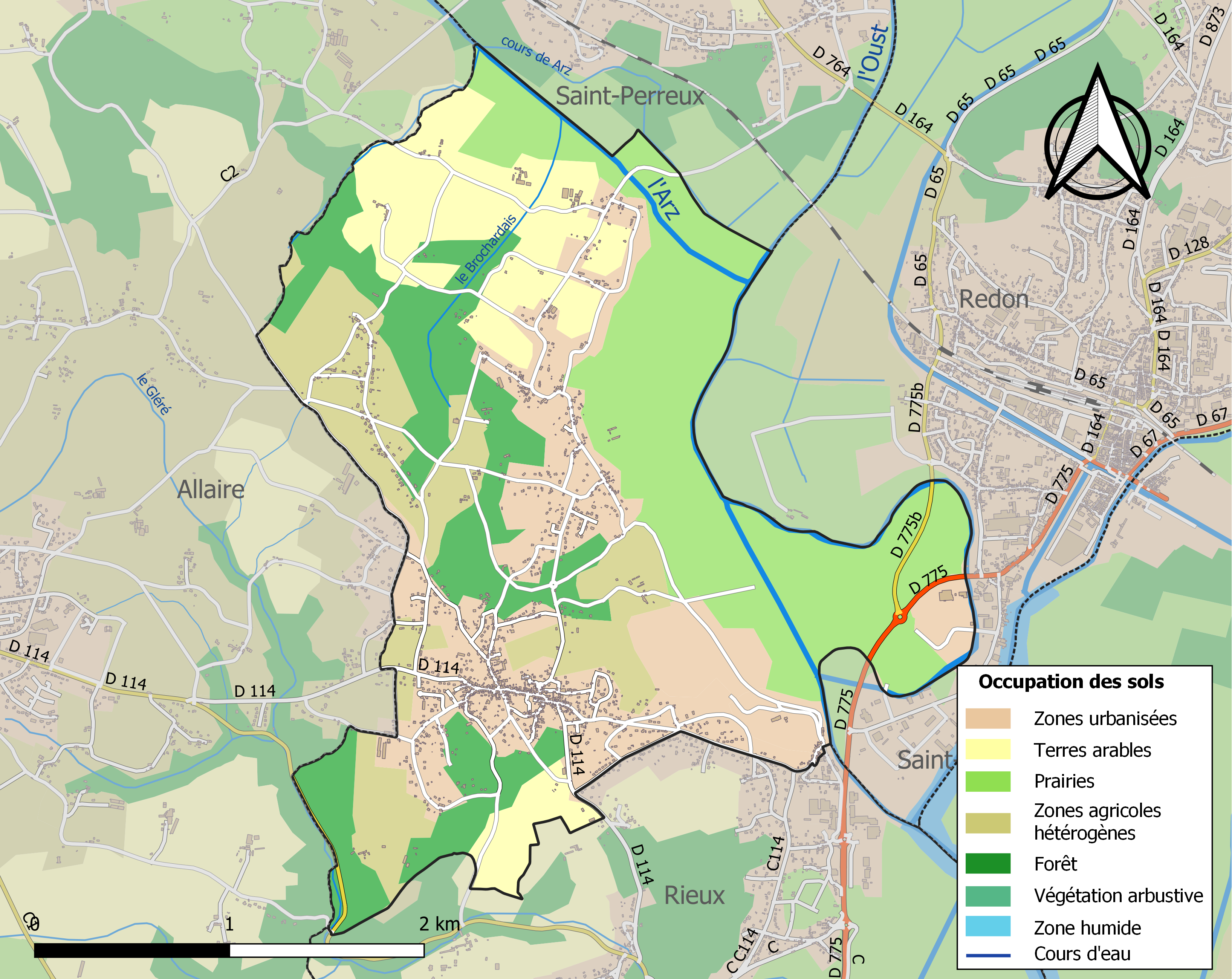
圣让拉波特里的OSM定位图

## 行政
圣让拉波特里的邮政编码为56350，INSEE市镇编码为56223。

## 政治
圣让拉波特里所属的省级选区为盖尔县。

## 人口

1962-2008年间圣让拉波特里人口变化图示

圣让拉波特里于2022年1月1日时的人口数量为1430人。